# Kiraz (İzmir)
Pour les articles homonymes, voir Kiraz.
Kiraz est un district de la province d'Izmir.
Il est situé à 148 km de la ville d'Izmir, sa population est de 8 683 habitants en 2007.